# Private equity
Capital privado, participações privadas, investimento em empresas amadurecidas, ou investimento em empresas já estabelecidas (em inglês: private equity) é um tipo de atividade financeira realizada por instituições que investem essencialmente em empresas que ainda não são listadas em bolsa de valores, ou seja, ainda estão fechadas ao mercado de capitais, com o objetivo de captar recursos para alcançar desenvolvimento da empresa. Esses investimentos são realizados via empresas de participações privadas, que gerem os fundos de private equity (FPE) também chamados de fundos de investimento em participações (FIPs).

## Principais formas de atuação
- Venture capital: investimento na fundação de uma empresa nova ou expansão de uma empresa pequena;
- Buy-out: aquisição de parte significativa ou até mesmo o controle de uma empresa mais madura em seu estágio de desenvolvimento;
- Situações extraordinárias investimento em empresas que passam por dificuldades financeiras ou sofrem mudanças impactantes, tais como mudanças regulatórias e de tendências do mercado.

Geralmente são realizados em empresas emergentes de maior porte com grande potencial. Em sua maioria são constituídos em acordos contratuais privados entre investidores e gestores, não sendo oferecidos abertamente ao mercado e sim através de colocação privada.

## Empresas
As empresas dessa atividade financeira investem diretamente em empresas (listadas ou não), com o intuito de geri-las, e realizar o desinvestimento em um período de longo prazo. No mundo, destacam-se KKR e Blackstone Group como as maiores gestoras do segmento. Já no Brasil, as gestoras com maior volume de investimento neste mercado são Advent, GP Investments e Crescera investimentos. As maiores gestoras em Portugal no ano de 2013 foram a Portugal Ventures e a PME Investimentos.